# Klietz
Klietz település Németországban, azon belül Szász-Anhalt tartományban. Lakosainak száma 1772 fő (2023. december 31.).

## Népesség
A település népességének változása:
| Lakosok száma | 1893 | 1750 | 1819 | 1786 | 1772 |
|               | 2017 | 2019 | 2021 | 2022 | 2023 |